# Canton de Bourganeuf
Le canton de Bourganeuf est une circonscription électorale française située dans le département de la Creuse et la région Nouvelle-Aquitaine.
À la suite du redécoupage cantonal de 2014, les limites territoriales du canton sont remaniées. Le nombre de communes du canton passe de 13 à 17.

## Histoire
Le canton de Bourganeuf a été créé en 1790.
Un nouveau découpage territorial de la Creuse entre en vigueur à l'occasion des élections départementales de mars 2015, défini par le décret du 17 février 2014, en application des lois du 17 mai 2013 (loi organique 2013-402 et loi 2013-403). Les conseillers départementaux sont, à compter de ces élections, élus au scrutin majoritaire binominal mixte. Les électeurs de chaque canton élisent au Conseil départemental, nouvelle appellation du Conseil général, deux membres de sexe différent, qui se présentent en binôme de candidats. Les conseillers départementaux sont élus pour 6 ans au scrutin binominal majoritaire à deux tours, l'accès au second tour nécessitant 12,5 % des inscrits au 1er tour. En outre la totalité des conseillers départementaux est renouvelée. Ce nouveau mode de scrutin nécessite un redécoupage des cantons dont le nombre est divisé par deux avec arrondi à l'unité impaire supérieure si ce nombre n'est pas entier impair, assorti de conditions de seuils minimaux. Dans la Creuse, le nombre de cantons passe ainsi de 27 à 15. Le nombre de communes du canton de Bourganeuf passe de 13 à 17.
Le nouveau canton de Bourganeuf est formé de communes des anciens cantons de Bourganeuf (13 communes) et de Royère-de-Vassivière (4 communes) Avec ce redécoupage administratif, le territoire du canton s'affranchit des limites d'arrondissements, avec 13 communes incluses dans l'arrondissement de Guéret et 4 dans l'arrondissement d'Aubusson. Le bureau centralisateur est situé à Bourganeuf.

## Géographie
Le canton est organisé autour de Bourganeuf dans les arrondissements d'Aubusson et de Guéret. Son altitude varie de 271 m à Saint-Martin-Sainte-Catherine à 721 m à Soubrebost pour une altitude moyenne de 452 m.

## Représentation

### Conseillers généraux de 1833 à 2015
| 1833         | 1842             | Jacques Hippolyte Rouchon                |                      | Avocat, juge de paix et président du Tribunal civil Maire de Bourganeuf (1836-1839) |  |  |  |  |
| 1842         | 1848             | Léonard Coutisson des Bordes (1805-1882) |                      | Propriétaire, avocat, avoué et juge suppléant Maire de Bourganeuf (1842-1845 et 1847) |  |  |  |  |
| 1848         | 1852             | Léonard Michel Rouchon (1806-1869)       |                      | Notaire, membre de la Garde Nationale Conseiller municipal de Bourganeuf |  |  |  |  |
| 1852         | 1871 (démission) | Marien Martinet                          | Républicain          | Médecin Conseiller municipal de Bourganeuf Ancien conseiller général du canton de Pontarion |  |  |  |  |
| 7 avril 1872 | 1892             | Anatole Delâge                           | Républicain          | Propriétaire et agriculteur à Bourganeuf |  |  |  |  |
| 1892         | 1898             | Germain Champeaux                        | Républicain Radical  | Magistrat Maire de Bourganeuf (1893-1901) |  |  |  |  |
| 1898         | 1899 (décès)     | Édouard Simon                            | Républicain Radical  | Avocat, Saint-Martin-Sainte-Catherine |  |  |  |  |
| 1899         | 1904             | Alfred Duboueix                          | Rad. puis Socialiste | Imprimeur et libraire à Bourganeuf |  |  |  |  |
| 1904         | 1910             | Hermann Carageorgiades                   | Républicain radical  | Médecin à Vichy |  |  |  |  |
| 1910         | 1940             | Camille Riffaterre                       | PRS puis SFIO        | Professeur puis avocat Député (1928-1940) Maire de Bourganeuf (1919-1925 et 1930-1940) |  |  |  |  |
|              |                  |                                          |                      | |  |  |  |  |
| 1945         | 1949             | Célestin Paul Gaumet (1897-1973)         | PCF puis DVG         | Garagiste Maire de Bourganeuf (1944-1947) Ancien conseiller d'arrondissement |  |  |  |  |
| 1949         | 1961 (décès)     | Gaston Chazette                          | SFIO                 | Avocat Maire de Bourganeuf (1947-1959) Sénateur (1948-1959) |  |  |  |  |
| 1961         | 1983 (démission) | André Chandernagor                       | SFIO puis PS         | Maître des requêtes au Conseil d'État Maire de Mortroux (1953-1983) Député (1958-1981) Président du conseil général (1973-1983) Président du conseil régional (1974-1983) Ministre                                                     |  |  |  |  |
| 1983         | 1992             | Georges Neyret (1920-2003)               | PS                   | Garagiste Maire de Bourganeuf (1977-1988) |  |  |  |  |
| 1992         | 1994 (décès)     | Alain Gouzes                             | PS                   | Médecin Maire de Bourganeuf (1988-1994) |  |  |  |  |
| 1994         | 2015             | Jean-Jacques Lozach                      | PS                   | Professeur d'éducation physique et sportive Maire de Masbaraud-Mérignat (1986-1995) Maire de Bourganeuf (1995-2001) Président du conseil général (2001-2015) 1er vice-président du conseil régional (2004-2008) Sénateur (depuis 2008) |  |  |  |  |

### Résultats détaillés

#### Élections de mars 2004
| Candidats                    | Candidats             | Étiquette      | Premier tour | Premier tour |
| Candidats                    | Candidats             | Étiquette      | Voix         | %            |
| ---------------------------- | --------------------- | -------------- | ------------ | ------------ |
|                              | Jean-Jacques Lozach * | PS             | 1 524        | 51,73        |
|                              | Michelle Suchaud      | UMP            | 705          | 23,93        |
|                              | Jacques Wernaers      | FN             | 293          | 9,95         |
|                              | Bernard Baudron       | PCF            | 244          | 8,28         |
|                              | Pierrette Bidon       | Verts          | 180          | 6,11         |
|                              |                       |                |              |              |
| Inscrits                     | Inscrits              | Inscrits       | 4 610        | 100,00       |
| Abstention                   | Abstention            | Abstention     | 1 480        | 32,10        |
| Votants                      | Votants               | Votants        | 3 130        | 67,90        |
| Blancs et nuls               | Blancs et nuls        | Blancs et nuls | 184          | 5,88         |
| Exprimés                     | Exprimés              | Exprimés       | 2 946        | 94,12        |
| * Conseiller général sortant |                       |                |              |              |

M. Jean-Jacques Lozach a donc été élu conseiller général du canton de Bourganeuf dès le 1er tour.

#### Élections de mars 2011
| Candidats                    | Candidats                   | Étiquette      | Premier tour | Premier tour | Second tour | Second tour |
| Candidats                    | Candidats                   | Étiquette      | Voix         | %            | Voix        | %           |
| ---------------------------- | --------------------------- | -------------- | ------------ | ------------ | ----------- | ----------- |
|                              | Jean-Jacques Lozach *       | PS             | 1 170        | 47,77        | 1 543       | 64,35       |
|                              | Franck Simon-Chautemps      | DVD            | 660          | 26,95        | 855         | 35,65       |
|                              | Marie-Hélène Pouget-Chauvat | PCF            | 426          | 17,39        |             |             |
|                              | René Calot                  | EÉLV           | 193          | 7,88         |             |             |
|                              |                             |                |              |              |             |             |
| Inscrits                     | Inscrits                    | Inscrits       | 4 401        | 100,00       | 4 401       | 100,00      |
| Abstentions                  | Abstentions                 | Abstentions    | 1 821        | 41,38        | 1 845       | 41,92       |
| Votants                      | Votants                     | Votants        | 2 580        | 58,62        | 2 556       | 58,08       |
| Blancs et nuls               | Blancs et nuls              | Blancs et nuls | 131          | 5,08         | 158         | 6,18        |
| Exprimés                     | Exprimés                    | Exprimés       | 2 449        | 94,92        | 2 398       | 93,82       |
| * Conseiller général sortant |                             |                |              |              |             |             |

### Conseillers d'arrondissement (de 1833 à 1940)
Le canton de Bourganeuf avait trois conseillers d'arrondissement.
Il appartenait à l'arrondissement de Bourganeuf jusqu'à sa disparition en 1926.
| Période | Période | Identité                             | Étiquette   | Qualité                                                                                       |
| --- | ------- | ------------------------------------ | ----------- | --------------------------------------------------------------------------------------------- |
| Les données manquantes sont à compléter.                                                                    |         |                                      |             |                                                                                               |
| 1833 | 1848    | Antoine Berger (1788-1857)           |             | Notaire, ancien avocat, maire de Bourganeuf                                                   |
| 1833 | 1842    | François Boutaud-Lacombe (1793-1878) |             | Avoué et juge de paix à Bourganeuf                                                            |
| 1833 | 1836    | M. Laurens                           |             | Ancien maire de Bourganeuf                                                                    |
| 1836 | 1848    | Joseph Filhoulaud (1795-1896)        |             | Fabricant de porcelaine à Bourganeuf                                                          |
| 1842 | 1848    | J. Berger                            |             | Notaire à Bourganeuf                                                                          |
| |         |                                      |             |                                                                                               |
| 1886 |         | Louis Marc Pierre Coutton            | Républicain | Banquier à Bourganeuf                                                                         |
| 1886 |         | M. Chérounaud                        | Républicain |                                                                                               |
| 1886 |         | M. Larigaldie-Gauthier               | Républicain |                                                                                               |
| |         |                                      |             |                                                                                               |
| 1907 | 1920    | Émile Calinaud                       | SFIO        | Artisan mécanicien-électricien, conseiller municipal de Bourganeuf                            |
| 1925 | 1931    | M. Moulinjeune                       | Rad.        | Cultivateur à Saint-Martin-Sainte-Catherine Président du comice agricole de l'arrondissement  |
| 1925 | 1931    | M. Picot                             | Rad.        | Maire de Saint-Dizier-Leyrenne                                                                |
| 1925 | 1931    | M. Jabet                             | Rad.        |                                                                                               |
| 1931 | 1937    | François-Léonard Courty (1885-?)     | SFIO        | Cultivateur, maire de Montboucher                                                             |
| 1931 | 1937    | Auguste Jabaud                       | SFIO        | Propriétaire, conseiller municipal de Bourganeuf                                              |
| 1931 | 1937    | Abel Gervais                         | SFIO        | Instituteur à Faux-Mazuras                                                                    |
| 1937 | 1940    | Marcel Redon                         | PC-SFIC     | Conseiller municipal de Saint-Martin-Sainte-Catherine, révoqué à la suite dau décret Daladier |
| 1937 | 1940    | Paul Gaumet                          | PC-SFIC     | Garagiste, conseiller municipal de Bourganeuf, révoqué à la suite du décret Daladier          |
| 1937 | 1940    | Paul Chambon (1900-1978)             | PC-SFIC     | Cultivateur à Saint-Dizier-Leyrenne, révoqué à la suite du décret Daladier                    |
| Les conseils d'arrondissement ont été suspendus par la loi du 12 octobre 1940 et n'ont jamais été réactivés |         |                                      |             |                                                                                               |

### Conseillers départementaux après 2015
| Période élective | Période élective | Mandat | Mandat   | Identité              | Nuance | Nuance | Qualité |
| ---------------- | ---------------- | ------ | -------- | --------------------- | ------ | ------ | --- |
| 2015             | 2021             | 2015   | 2021     | Marinette Jouannetaud |        | PS     | Retraitée de la fonction publique Première adjointe au maire de Bourganeuf (jusqu'en 2020)                               |
| 2015             | 2021             | 2015   | 2021     | Jean-Jacques Lozach   |        | PS     | Professeur d'éducation physique et sportive Sénateur (depuis 2008) Président du conseil général de la Creuse (2001-2015) |
| 2021             | 2028             | 2021   | en cours | Marinette Jouannetaud |        | PS     | Conseillère sortante |
| 2021             | 2028             | 2021   | en cours | Jean-Jacques Lozach   |        | PS     | Conseiller sortant |

### Résultats détaillés

#### Élections de mars 2015
À l'issue du 1er tour des élections départementales de 2015, deux binômes sont en ballottage : Marinette Jouannetaud et Jean-Jacques Lozach (PS, 40,73 %) et Franck Simon-Chautemps et Michelle Suchaud (Union de la Droite, 28,79 %). Le taux de participation est de 61,76 % (3 096 votants sur 5 013 inscrits) contre 58,65 % au niveau départemental et 50,17 % au niveau national.
Au second tour, Marinette Jouannetaud et Jean-Jacques Lozach (PS) sont élus avec 54,38 % des suffrages exprimés et un taux de participation de 62,9 % (1 528 voix pour 3 153 votants et 5 013 inscrits).

#### Élections de juin 2021
Le premier tour des élections départementales de 2021 est marqué par un très faible taux de participation (33,26 % au niveau national). Dans le canton de Bourganeuf, ce taux de participation est de 40,59 % (1 911 votants sur 4 708 inscrits) contre 39,51 % au niveau départemental. À l'issue de ce premier tour, deux binômes sont en ballottage : Marinette Jouannetaud et Jean-Jacques Lozach (PS, 54,42 %) et Sylvain Gaudy et Arlette Jacob (DVD, 30,59 %).
Le second tour des élections est marqué une nouvelle fois par une abstention massive équivalente au premier tour. Les taux de participation sont de 34,3 % au niveau national, 40,97 % dans le département et 42,04 % dans le canton de Bourganeuf. Marinette Jouannetaud et Jean-Jacques Lozach (PS) sont élus avec 59,5 % des suffrages exprimés (1 084 voix pour 1 976 votants et 4 700 inscrits),,.

## Composition

### Composition avant 2015
Le canton de Bourganeuf regroupait treize communes.
| Nom                           | Code Insee | Codepostal | Superficie (km2) | Population (dernière pop. légale) | Densité (hab./km2) |
| ----------------------------- | ---------- | ---------- | ---------------- | --------------------------------- | ------------------ |
| Bourganeuf (chef-lieu)        | 23030      | 23400      | 22,54            | 2 781 (2012)                      | 123                |
| Auriat                        | 23012      | 23400      | 21,66            | 118 (2012)                        | 5,4                |
| Bosmoreau-les-Mines           | 23027      | 23400      | 9,01             | 251 (2012)                        | 28                 |
| Faux-Mazuras                  | 23078      | 23400      | 19,96            | 173 (2012)                        | 8,7                |
| Mansat-la-Courrière           | 23122      | 23400      | 9,42             | 94 (2012)                         | 10                 |
| Masbaraud-Mérignat            | 23126      | 23400      | 20,39            | 357 (2012)                        | 18                 |
| Montboucher                   | 23133      | 23400      | 27,68            | 356 (2012)                        | 13                 |
| Soubrebost                    | 23173      | 23250      | 20,76            | 121 (2012)                        | 5,8                |
| Saint-Amand-Jartoudeix        | 23181      | 23400      | 18,74            | 172 (2012)                        | 9,2                |
| Saint-Dizier-Leyrenne         | 23189      | 23400      | 46,63            | 848 (2012)                        | 18                 |
| Saint-Martin-Sainte-Catherine | 23217      | 23430      | 27,27            | 313 (2012)                        | 11                 |
| Saint-Pierre-Chérignat        | 23230      | 23430      | 23,72            | 190 (2012)                        | 8                  |
| Saint-Priest-Palus            | 23237      | 23400      | 10,64            | 46 (2012)                         | 4,3                |

### Composition à partir de 2015
Le nouveau canton de Bourganeuf comprenait dix-sept communes entières à sa création.
À la suite de la fusion, au 1er janvier 2019, de Masbaraud-Mérignat et de Saint-Dizier-Leyrenne pour former la commune de Saint-Dizier-Masbaraud, le nombre de communes descend à 16.
| Nom                                | Code Insee | Intercommunalité    | Superficie (km2) | Population (dernière pop. légale) | Densité (hab./km2) | Modifier                                    |
| ---------------------------------- | ---------- | ------------------- | ---------------- | --------------------------------- | ------------------ | ------------------------------------------- |
| Bourganeuf (bureau centralisateur) | 23030      | CC Creuse Sud-Ouest | 22,54            | 2 408 (2022)                      | 107                | modifier les données · modifier les données |
| Auriat                             | 23012      | CC Creuse Sud-Ouest | 21,66            | 116 (2022)                        | 5,4                | modifier les données · modifier les données |
| Bosmoreau-les-Mines                | 23027      | CC Creuse Sud-Ouest | 9,01             | 226 (2022)                        | 25                 | modifier les données · modifier les données |
| Faux-Mazuras                       | 23078      | CC Creuse Sud-Ouest | 19,96            | 189 (2022)                        | 9,5                | modifier les données · modifier les données |
| Mansat-la-Courrière                | 23122      | CC Creuse Sud-Ouest | 9,42             | 68 (2022)                         | 7,2                | modifier les données · modifier les données |
| Montboucher                        | 23133      | CC Creuse Sud-Ouest | 27,68            | 370 (2022)                        | 13                 | modifier les données · modifier les données |
| Saint-Amand-Jartoudeix             | 23181      | CC Creuse Sud-Ouest | 18,74            | 152 (2022)                        | 8,1                | modifier les données · modifier les données |
| Saint-Dizier-Masbaraud             | 23189      | CC Creuse Sud-Ouest | 67,02            | 1 134 (2022)                      | 17                 | modifier les données · modifier les données |
| Saint-Junien-la-Bregère            | 23205      | CC Creuse Sud-Ouest | 25,66            | 144 (2022)                        | 5,6                | modifier les données · modifier les données |
| Saint-Martin-Sainte-Catherine      | 23217      | CC Creuse Sud-Ouest | 27,27            | 330 (2022)                        | 12                 | modifier les données · modifier les données |
| Saint-Moreil                       | 23223      | CC Creuse Sud-Ouest | 23,94            | 218 (2022)                        | 9,1                | modifier les données · modifier les données |
| Saint-Pardoux-Morterolles          | 23227      | CC Creuse Sud-Ouest | 36,50            | 211 (2022)                        | 5,8                | modifier les données · modifier les données |
| Saint-Pierre-Bellevue              | 23232      | CC Creuse Sud-Ouest | 32,78            | 213 (2022)                        | 6,5                | modifier les données · modifier les données |
| Saint-Pierre-Chérignat             | 23230      | CC Creuse Sud-Ouest | 23,72            | 165 (2022)                        | 7,0                | modifier les données · modifier les données |
| Saint-Priest-Palus                 | 23237      | CC Creuse Sud-Ouest | 10,64            | 55 (2022)                         | 5,2                | modifier les données · modifier les données |
| Soubrebost                         | 23173      | CC Creuse Sud-Ouest | 20,76            | 139 (2022)                        | 6,7                | modifier les données · modifier les données |
| Canton de Bourganeuf               | 2305       |                     | 397,30           | 6 138 (2022)                      | 15                 | modifier les données                        |

## Démographie

### Démographie avant 2015
| 1962  | 1968  | 1975  | 1982  | 1990  | 1999  | 2006  | 2011  | 2012  |
| ----- | ----- | ----- | ----- | ----- | ----- | ----- | ----- | ----- |
| 8 498 | 8 417 | 7 642 | 7 276 | 6 716 | 6 280 | 6 084 | 5 907 | 5 820 |

### Démographie depuis 2015
En 2022, le canton comptait 6 138 habitants, en évolution de −4,27 % par rapport à 2016 (Creuse : −3,32 %, France hors Mayotte : +2,11 %).
| 2013  | 2018  | 2022  |
| ----- | ----- | ----- |
| 6 520 | 6 215 | 6 138 |